# Distretto di Hongta
Il distretto di Hongta (红塔区S, Hóngtǎ QūP) è un distretto della Cina, situato nella provincia di Yunnan e amministrato dalla prefettura di Yuxi.